# Polyommatus alsus
Polyommatus alsus är en fjärilsart som beskrevs av Gerhard 1853. Polyommatus alsus ingår i släktet Polyommatus och familjen juvelvingar. Inga underarter finns listade i Catalogue of Life.